# 1904年3月17日の日食

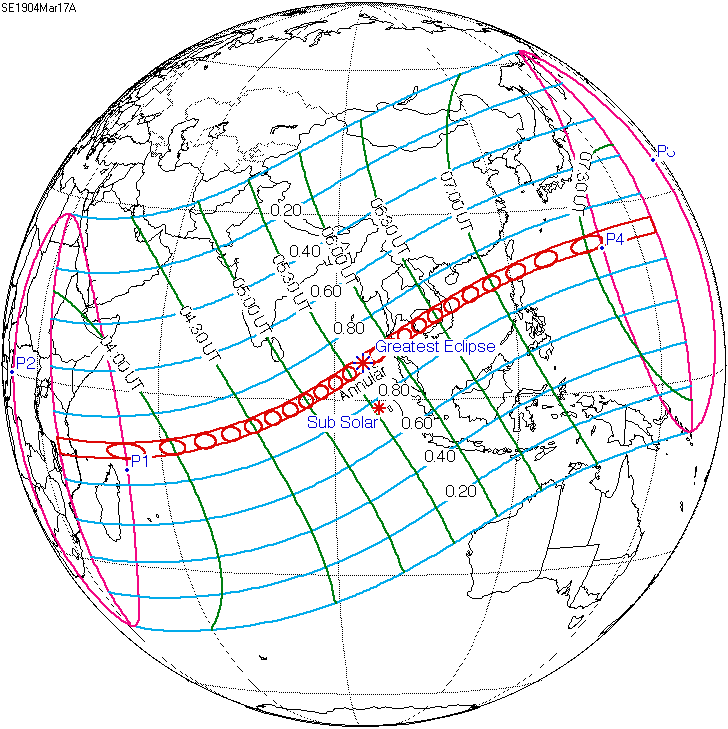

1904年3月17日の日食は、1904年3月17日に観測された日食である。ドイツ領東アフリカ、ポルトガル領東アフリカ、フランス領コモロ、イギリス領セーシェル、イギリス領モーリシャス、イギリス領インド洋地域、オランダ領東インド、シャム、フランス領インドシナ、西沙諸島、アメリカ領フィリピン、日本の小笠原諸島で金環日食が観測され、アフリカの東半分、アジアの南東半分及び以上の地域の周辺の一部で部分日食が観測された。

## 通過した地域
金環帯が通過した、金環日食が見えた地域はドイツ領東アフリカ南部（現在のタンザニア南部）、ポルトガル領東アフリカ（現在のモザンビーク）北東端、フランス領コモロ（現在のコモロ）グランドコモロ島北部、イギリス領セーシェル（現在のセーシェル）南部、イギリス領モーリシャス（現在のモーリシャス）の本島から遠い位置にあるアガレガ諸島、イギリス領インド洋地域のほとんど（ディエゴガルシア島南部を除く）、オランダ領東インド（現在のインドネシア）スマトラ島北西部、シャム（現在のタイ）南部、フランス領インドシナ（現在のカンボジア、ラオス南端、ベトナム南部）（主要都市、現在のカンボジア首都プノンペンを含む）、西沙諸島の全部、アメリカ領フィリピン（現在のフィリピン）北端、小笠原諸島の硫黄島・南硫黄島・南鳥島だった。
また、金環日食が見えなくても、部分日食が見えた地域はアフリカの東半分、西アジア南部、アフガニスタン南部、南アジアのほとんど（イギリス領インドの最北端（現在パキスタンの最北端）を除く）、中国のほとんど（北西部国境地帯を除く）、朝鮮半島、日本全国、東南アジア全部、オーストラリア北部沿岸のごく小さい部分、メラネシア北西部、ミクロネシア中西部、ロシア帝国南東部だった。

## 観測
ロシア科学アカデミーの前身であるロシア王立科学アカデミーのN・ドニチはフランス領インドシナのサイゴン（現在ベトナムのホーチミン市）を経由し、現在カンボジアの首都であるプノンペンに行って観測した。3月17日は晴れで、ただ朝には霧があった。ドニチは分光器で金環日食を観測し、約2.5時間合計3°C下がりの気温変化を記録した。